# Ivano Toniolo
Ivano Toniolo (Padova, 1946 – Luanda, 2015) è stato un terrorista italiano, uno degli appartenenti al gruppo padovano di Ordine Nuovo.

## Biografia
Figlio di un dirigente locale del Movimento Sociale Italiano e amico di Franco "Giorgio" Freda, fuggì dall'Italia già nel 1972, dopo un primo interrogatorio cui lo sottopose il giudice Giancarlo Stiz. Il suo nome emerse durante la deposizione nell'aula di Assise di Milano nel 2000 di Gianni Casalini, infiltrato del SID (Servizio Informazioni Difesa) nel gruppo padovano di Ordine Nuovo (la "fonte Turco" secondo quanto affermato dal generale Gianadelio Maletti), in relazione agli attentati organizzati dalla cellula padovana di Ordine Nuovo i giorni 8 e 9 agosto del 1969 su due treni alla Stazione Centrale di Milano. Secondo la magistratura a casa di Toniolo avrebbe avuto luogo l'incontro tra Franco Freda, Giovanni Ventura, Marco Pozzan e altri personaggi provenienti da Roma e mai identificati il giorno 18 aprile del 1969, in occasione della quale sarebbe stata pianificata una serie di attentati culminati nella strage di piazza Fontana.
Dopo la sua fuga all'estero, Toniolo fu irrintracciabile fino alla sua individuazione in Angola intorno al 2009. Anche il generale Gianadelio Maletti indicò in Toniolo uno dei probabili esecutori della strage di piazza Fontana. Il giudice Guido Salvini, titolare dell'ultimo processo sulla strage di piazza Fontana dichiarò che «Toniolo era un elemento operativo di primo piano, gestiva uno degli arsenali del gruppo e aveva partecipato alla strage, o quantomeno sapeva ciò che era successo. Sin da allora avevo scritto alla Procura di Milano, nella persona del dottor Spataro, invitandola ad attivarsi per sentire Toniolo, e lo stesso aveva fatto il difensore delle vittime, l’avvocato Federico Sinicato. Non vi fu nessuna risposta. Eppure per trovarlo sarebbe bastato fare una telefonata al Consolato in Angola. Proprio nel 2009 il presidente Napolitano aveva esortato i magistrati a cercare ancora “ogni elemento di verità».